# Lê Thạch
Lê Thạch (chữ Hán: 黎石, ? - 1421), là công thần khai quốc nhà Hậu Lê. Ông là con của anh trai cả của Lê Lợi, tham gia khởi nghĩa Lam Sơn từ buổi ban đầu, được Lê Lợi phong làm Tướng quốc. Trong trận chiến với quân Ai Lao vào năm 1421, vì quyết tâm diệt trừ hậu hoạn mà ông trúng tên và tử trận trong trận thắng cuối cùng.

## Thân thế
Lê Thạch là người Lam Sơn, huyện Thọ Xuân, Thanh Hóa, con trai của Lê Học (黎學) – anh cả của Lê Lợi, tức là cháu gọi Lê Lợi bằng chú, cháu đích tôn của Lê Khoáng (黎曠). Khi Lê Lợi còn nhỏ được Lê Học nuôi dạy nên sau này lúc Lê Học mất, Lê Lợi nuôi Lê Thạch, thương yêu như con.
Theo Đại Việt thông sử, Lê Thạch là người nhân ái, ham đọc sách, dũng lược hơn người, khéo nuôi sĩ tốt.

## Tướng tiên phong của quân Lam Sơn
Lê Thạch theo Lê Lợi khởi nghĩa ở Lam Sơn từ buổi đầu, Lê Lợi phong làm Tướng quốc 
Lê Thạch theo nhà vua khởi binh ở Lam Sơn, thường được Lê Lợi sai làm tiên phong, đánh đâu thắng đấy
Năm Mậu Tuất1418, tướng Minh là Mã Kỳ mang quân vây đánh Lam Sơn, Lê Lợi rút về Lạc Thủy đặt phục binh để đợi. Khi quân Mã Kỳ tiến đến, Lê Thạch và Lê Ngân, Đinh Bồ, Nguyễn Lý xông lên trước đón đánh, chém được hơn 3000 quân địch, thu được nhiều chiến lợi phẩm.
Sau đó, ông theo Lê Lợi về Mường Thú đánh trại Nga Lạc, rồi lại tiến đến trại A Đả, đánh nhau với quân Minh ở Mỹ Canh, bắt được tướng giặc là Nguyễn Sao và chém hơn 300 quân địch, đều công đứng đầu ba quân.
Mùa đông năm Tân Sửu 1421, tướng Minh là Trần Trí kéo quân đến đánh Ba Lẫm ải Kình Lộng. Trần Trí mở đường núi tiến lên, Lê Lợi đặt phục binh, sai Lê Thạch đi đầu đánh tan quân Minh ở Úng Ải. Lê Thạch thương làm tiên phong, công lao nhiều nhất.
Do lập được công, Lê Thạch được phong làm Thứ thủ quân thiết đột, tước Lương Nghĩa hầu (良義侯).

## Tử chiến với Ai Lao
Ai Lao đem 3 vạn quân giả vờ đến giúp, rồi bất ngờ đánh úp trại nghĩa quân. Lê Lợi đích thân đốc chiến, chém 1 vạn người, đuổi đến 4 ngày đến tận sào huyệt. Tù trưởng Ai Lao là Man Sát xin hòa, Lê Lợi biết Ai Lao trá hàng, nên không chấp nhận hòa hoãn.
Các tướng Lam Sơn cho rằng quân sĩ đánh trận mấy ngày, đã mỏi mệt, nên cho nghỉ. Lê Thạch vì ham lập công giết địch, không nghe theo các tướng, tự mình dẫn quân xông lên trước, bất ngờ bị trúng tên bắn ngầm của địch và tử trận.

## Truy tặng
Được tin ông tử trận, Lê Lợi rất thương xót. Năm 1428, sau khi khởi nghĩa thắng lợi, ghi chép các công thần, ông được truy tặng làm Nhập nội kiểm hiệu thái uý Bình chương quân quốc trọng sự, lại phong là Trung Vũ đại vương (忠武大王) và thờ phối ở tẩm miếu.
Năm 1440, Lê Thái Tông truy tặng ông làm Lương quận công Trung Vũ vương (良郡公忠武王).
Năm 1454, Lê Nhân Tông gia tặng ông làm Quận công Trung Dũng Anh Nghị Chân Hiến đại vương (郡公忠勇英毅真憲大王).
Tới năm 1487, Lê Thánh Tông truy tặng ông làm Lương quốc công (良國公), thuỵ là Chân Hiến Túc vương (真憲肅王).

## Đời sau ghi công
Tại thủ đô Hà Nội hiện nay, có một đường phố mang tên ông, nối từ phố Đinh Tiên Hoàng đến phố Lý Thái Tổ.